# Сант'Еустакио (Салерно)
Сант'Еустакио је насеље у Италији у округу Салерно, региону Кампанија.
Према процени из 2011. у насељу је живело 53 становника. Насеље се налази на надморској висини од 87 м.